# خوان مجنح

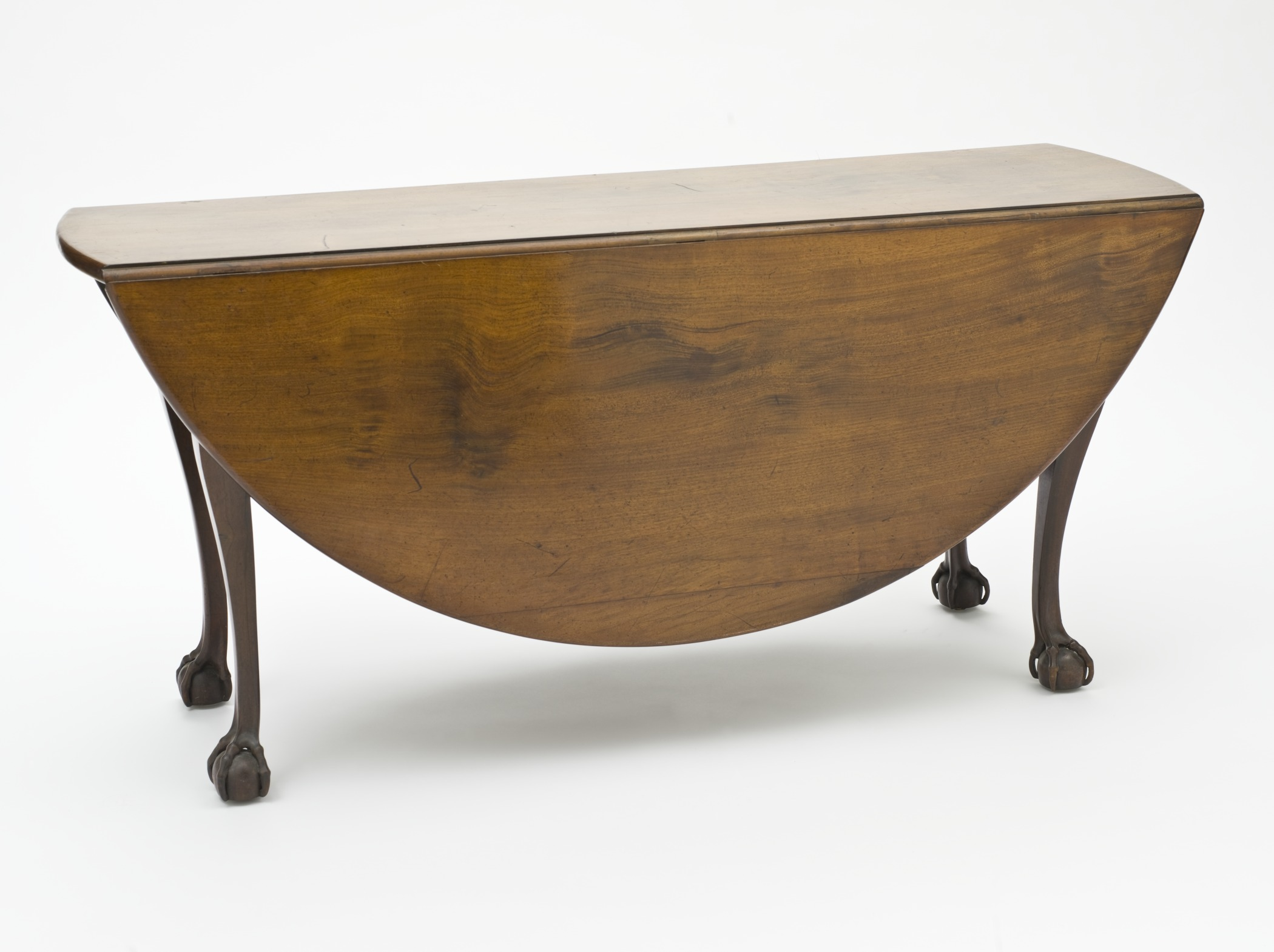
خوان طعام مجنح بيضاوي، بنيت في 1765-1785 ، وفي مجموعة الفنون الزخرفية والتصميم في متحف مقاطعة لوس أنجلوس للفنون

الخوان المُجنح أو المائدة أو الطاولة المجنحة أو الطالة المُستدركة هي منضدة بها قسم ثابت في المنتصف ولوح مفصلي على كلا الجانبين يمكن طيه لأسفل، وبذلك يمكن زيادة سطح الخوان أو إنقاصه حسب الحاجة وعدد الآكلين أمامها.

## الاسم
الخوان: هي المائدة قبل أن يوضع الطعام عليها والمجنحة لأن الألواح تفتح وتطوى كالأجنحة. ورد في المورد الحديث في ترجمة drop-leaf: جناح المائدة.